# Pax-Bank
Die Pax-Bank eG war eine katholische christlich-nachhaltige Genossenschaftsbank mit Sitz in der nordrhein-westfälischen kreisfreien Stadt Köln. 

## Geschichte
Gegründet wurde die heutige Pax-Bank eG unter der Firmierung Pax Spar- und Darlehnskasse eGmbH als Selbsthilfeorganisation von Priestern für Priester am 18. Oktober 1917 in Köln. Vorläuferorganisation war die 1905 gegründete Pax Vereinigung katholischer Kleriker aus Köln, in der sich Priester gegenseitig unterstützten. Am 18. Oktober 1967 firmiert die Pax Spar- und Darlehenkasse eGmbH in Pax-Bank eGmbH um. Seit dem 11. Dezember 1976 wird die heutige Firmierung verwendet. Später standen die Dienste der Bank allen Personen und Institutionen offen, die sich mit den christlichen Werten identifizieren.
Die Pax-Bank war neben der Bank für Kirche und Caritas eG mit Sitz in Paderborn, der DKM Darlehnskasse Münster eG mit Sitz in Münster und der Bank im Bistum Essen eG mit Sitz in Essen eine der vier katholischen Kirchenbanken in Nordrhein-Westfalen. Zu ihren Kunden zählte die Pax-Bank eG kirchliche, gemeinnützige, soziale Institutionen und Vereine sowie Verbände, Körperschaften und Anstalten des öffentlichen Rechts und Privatpersonen.
Im Februar 2024 kündigten die Pax-Bank eG und die Bank für Kirche und Caritas eG an, Verhandlungen für eine Fusion aufzunehmen, mit dem Ziel, Mitte 2025 als Pax-Bank für Kirche und Caritas zusammenzugehen.

## Rechtsverhältnisse
Die Pax-Bank eG war im Genossenschaftsregister beim Amtsgericht Köln unter GnR 629 eingetragen. Rückwirkend zum 1. Januar 2025 fusionierte sie mit der Bank für Kirche und Caritas eG zur neuen Pax-Bank für Kirche und Caritas eG. Die technische Fusion erfolgte zwischen dem 16. Juni. Die technisch aufnehmende Bank war die Pax-Bank, die rechtlich aufnehmende die Bank für Kirche und Caritas.

## Organisationsstruktur
Rechtsgrundlagen sind das Genossenschaftsgesetz und die durch die Generalversammlung beschlossene Satzung. Organe der Bank waren der Vorstand, der Aufsichtsrat und die Generalversammlung.

## Sicherungseinrichtung
Die Pax-Bank eG war der amtlich anerkannten Sicherungseinrichtung des Bundesverbandes der Deutschen Volksbanken und Raiffeisenbanken GmbH und der zusätzlichen freiwilligen Sicherungseinrichtung des Bundesverbandes der Deutschen Volksbanken und Raiffeisenbanken e. V. angeschlossen.

## Geschäftsausrichtung
Die Pax-Bank eG war zum einen die Hausbank kirchlicher institutioneller Kunden, zum anderen betrieb sie Privatkundengeschäft als Universalbankgeschäft. Im Verbundgeschäft arbeitete sie mit der DZ Bank, R+V Versicherung, Bausparkasse Schwäbisch Hall, Teambank, VR Smart Finanz, DZ Hyp und der Union Investment zusammen.
Neben den Leistungen einer Universalbank lagen die Kerngeschäftsfelder im Bereich ethische Geldanlagen, (z. B. Mikrofinanzanlagen) und Vermögensverwaltungskonzepte. Die Dienstleistungen umfassten weiterhin eine eigene Investmentfonds-Palette (z. B. LIGA-Pax-Union-Fonds), Immobilienberatung, EU-Fördermittel, Fundraising- und Stiftungsberatung. Mit pax-investify verfügte die Pax-Bank über ein vollständig digitales Vermögensverwaltungskonzept, das die ethisch-nachhaltigen Anlagekriterien der Bank beinhaltete.
Ethik und Nachhaltigkeit hatten laut offiziellem Selbstverständnis der Bank eine besondere Bedeutung. Das Handeln nach innen und außen unterlag einem Ethik-und-Nachhaltigkeits-Kodex, der das wirtschaftliche Handeln im Spannungsfeld zwischen Ethik, Nachhaltigkeit und Gewinnstreben bestimmte.
Als erste Kirchenbank in Deutschland bot die Bank eine Crowdfundingplattform an. Gemeinnützige und öffentliche Einrichtungen und Träger konnten ihre Projektideen auf der Plattform vorstellen, verbreiten und so das benötigte Kapital finanzieren.
Im August 2009 wurde bekannt, dass sich in einem nicht ethisch orientierten Investmentfonds der Bank Anteile eines Rüstungs- und Tabakkonzerns sowie eines Pharmazieherstellers befanden, der auch Verhütungsmittel produziert. Seitens der Unternehmensleitung wurden die betroffenen Papiere umgehend nach dem Bekanntwerden veräußert. Zudem wurden die Kontrollmechanismen verfeinert und die ethische Ausrichtung aller Fonds überprüft.
Seitdem sind die Anlage- und Finanzierungskriterien immer wieder weiterentwickelt worden. Seit 2020 erhielt die Pax-Bank im Fair Finance Guide eine der besten Bewertungen bei der Erfüllung der Bewertungskriterien der NGO Facing Finance e. V. 2023 schnitt sie im Bankenvergleich des Fair Finance Guide mit 83 % und einer Platzierung im grünen Bereich ab.

## Nachhaltigkeit
Alle zwei Jahre schrieb die Pax-Bank zusammen mit CRIC e. V., einem Verein zur Förderung von Ethik und Nachhaltigkeit bei der Geldanlage, den Wissenschaftspreis Sustainable Finance Award aus. Mit dem Preis werden Bachelor-, Master- und Doktorarbeiten zum Thema nachhaltige Finanzen ausgezeichnet. Das Preisgeld von 10.000 Euro soll Absolventinnen und Absolventen zugutekommen, die mit ihrer Forschung dazu beitragen, nachhaltige Finanzen besser zu verstehen, Herausforderungen zu bewältigen und Innovationen zu fördern.

## Geschäftsgebiet
Die Pax-Bank eG unterhielt Geschäftsstellen im gesamten Bundesgebiet.
An diesen Orten betrieb die Bank Filialen:
- Köln (Hauptstelle, jur. Sitz)
- Aachen (Geschäftsstelle) (seit 1958)
- Berlin (Geschäftsstelle) (seit 1992)
- Heilbad Heiligenstadt (Geschäftsstelle) (seit 2005)
- Essen (Geschäftsstelle) (seit 1958)
- Erfurt (Geschäftsstelle) (seit 1992)
- Mainz (Geschäftsstelle) (seit 1985)
- Trier (Geschäftsstelle) (seit 1980)

Seit 2001 unterhielt die Bank eine Repräsentanz in Rom in der Nähe des Vatikans.